# Narowal
Narowal ist eine Distriktshauptstadt in der Provinz Punjab in Pakistan.

## Lage und Größe

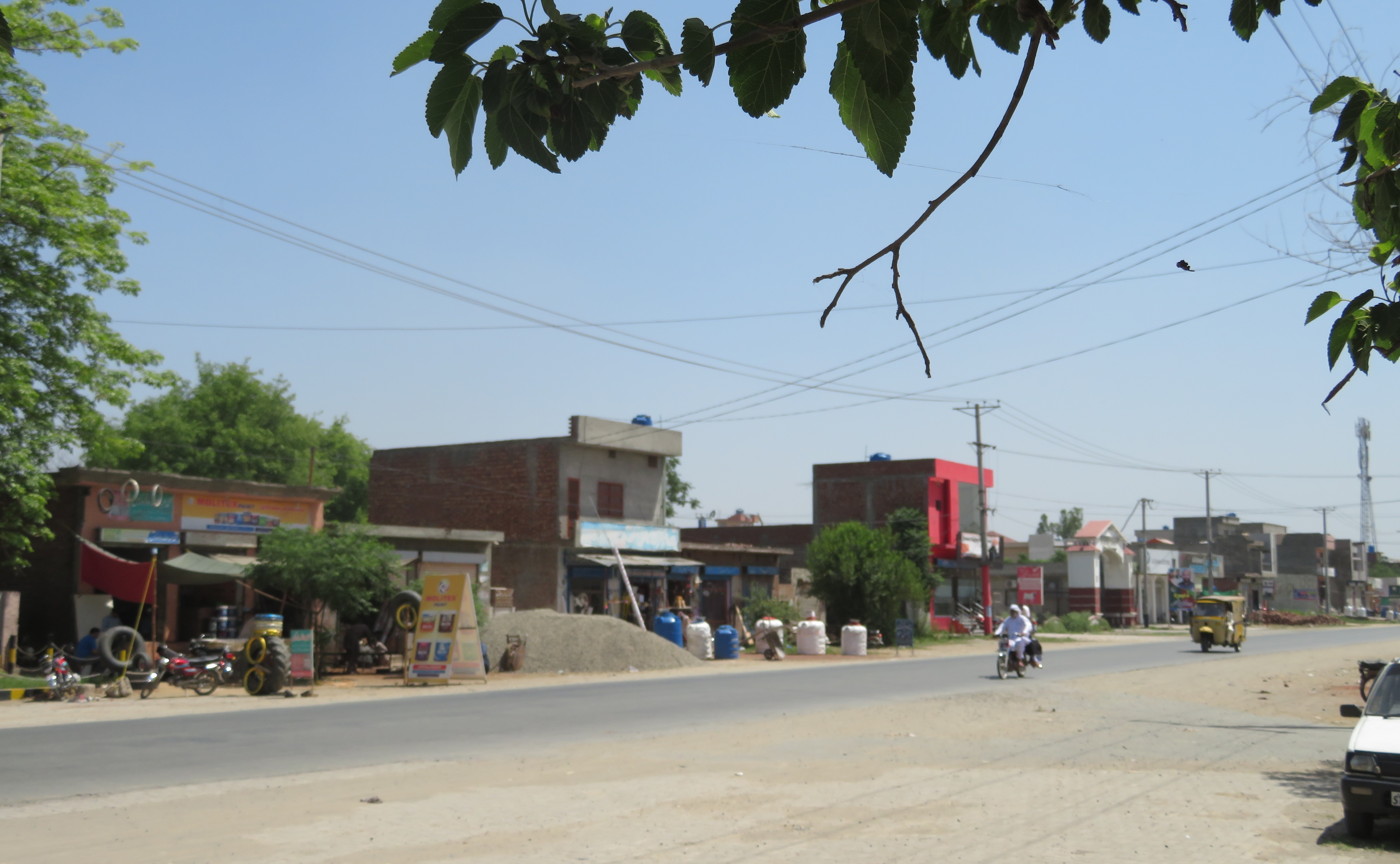
Hauptstraße

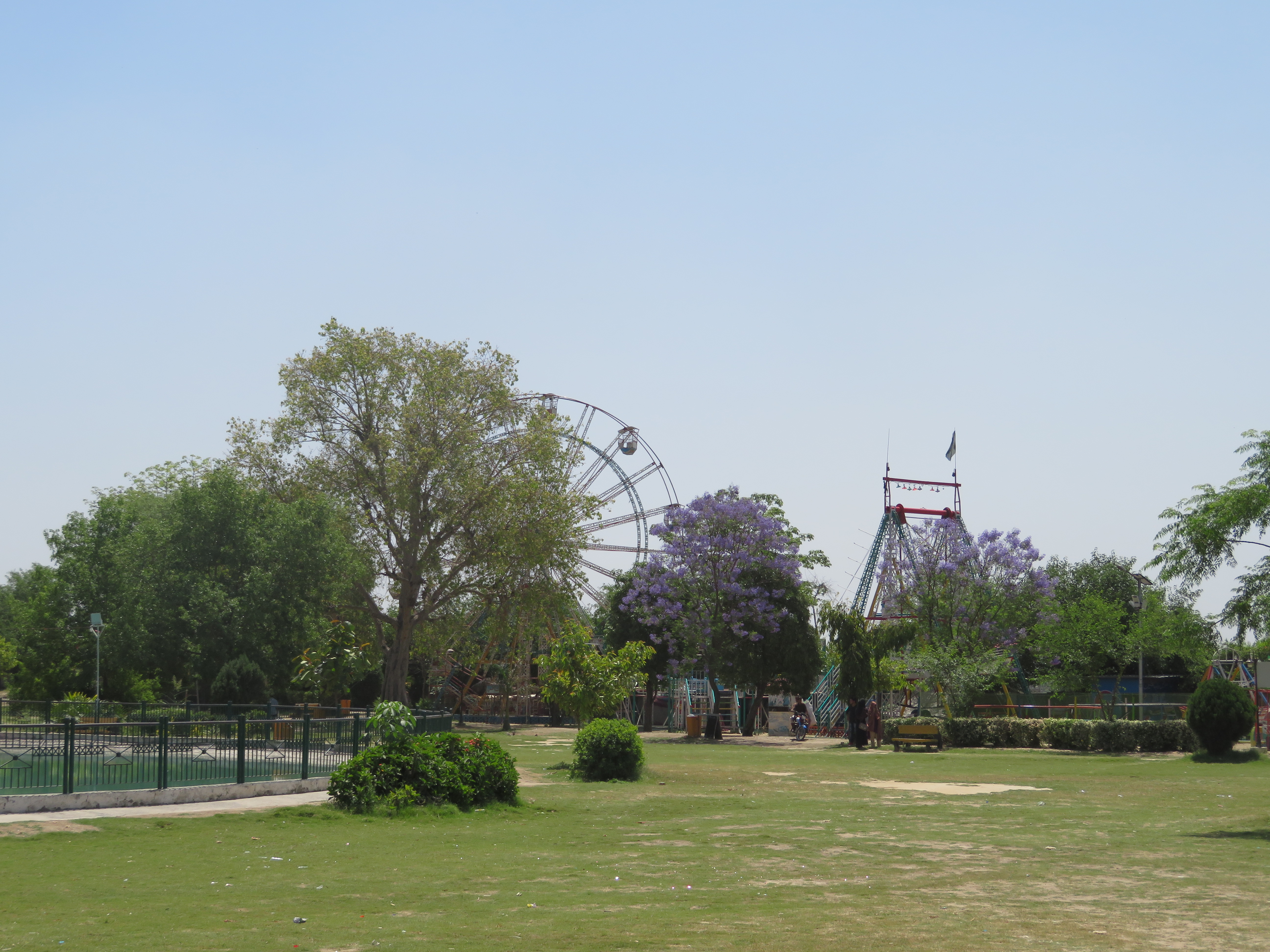
Faiz Ahmed Park

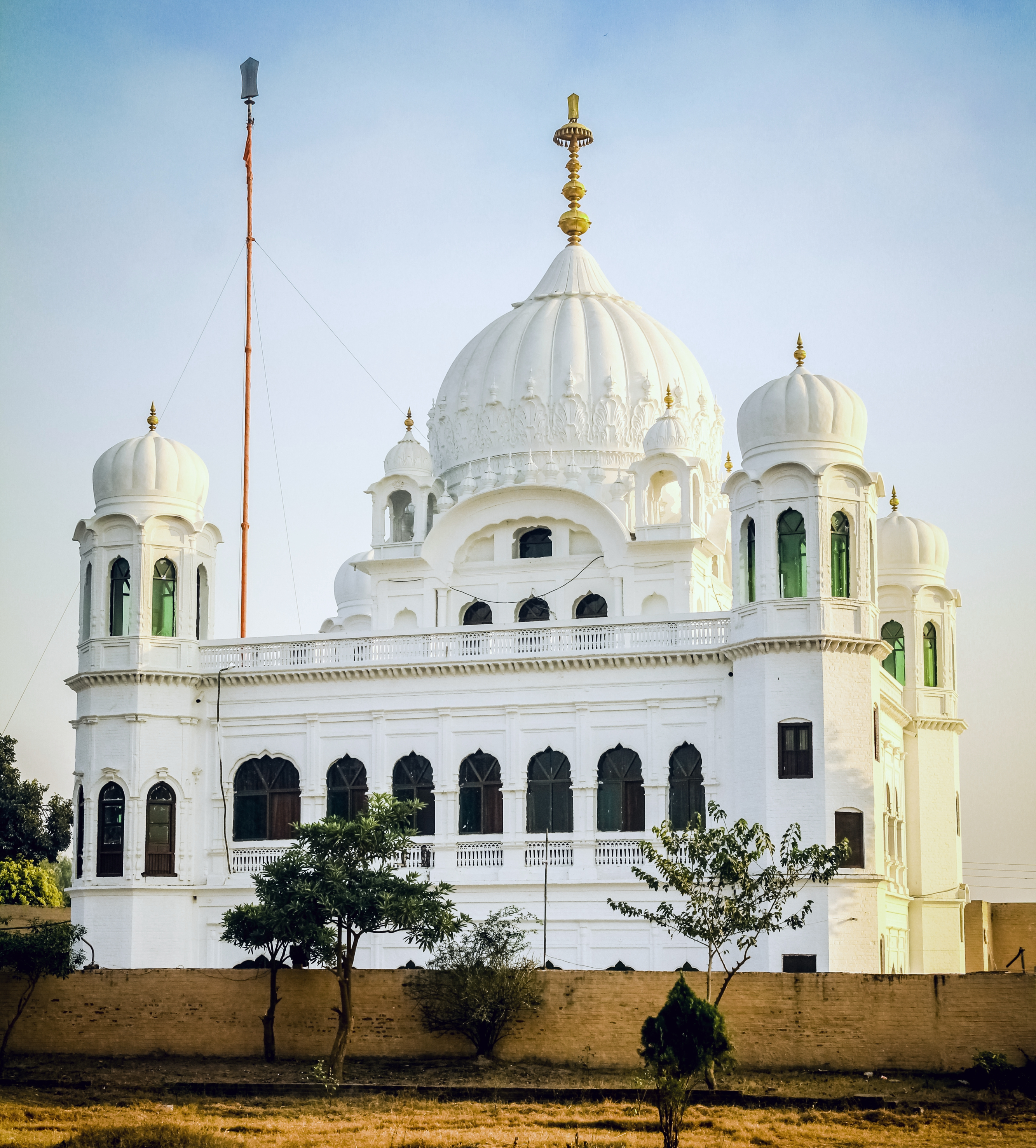
Sikh-Schrein Gurdwara Darbar Sahib Kartarpur

Narowal liegt rund 100 km nordöstlich der Provinzhauptstadt Lahore im Nordosten der Provinz Punjab und 234 m. ü. d. M. Bei dem Zensus von 2017 zählte man in Narowal 103 067 Einwohner.

## Geschichte
Der Legende nach wurde Narowal im 12. Jahrhundert gegründet und nach dem Gründer der Stadt benannt.  Sitz des Landkreises Narowal Tehsil wurde die Stadt 1989. 1991 wurde Narowal Hauptstadt des Distrikts Narowal, als das umliegende Gebiet vom Distrikt Sialkot abgetrennt wurde.

## Wirtschaft und Verkehr
Die geographische Lage der Stadt unmittelbar an der Grenze zu Indien wirkte sich nach der Unabhängigkeit Pakistans 1947 lange hemmend auf die Wirtschaft aus. In der Umgebung der Stadt wird hauptsächlich Reis angebaut. Narowal liegt an der 1915 fertiggestellten Bahnlinie von Lahore nach Wazirabad. Direkte Zugverbindungen bestehen u. a. mit Karachi, Sialkot und Lahore. Der Bahnhof Narowal wurde 2017 renoviert. Bis 1947 war Narowal ein Knotenpunkt dreier Eisenbahnlinien, von denen zwei (die Linie Narowal-Dera Baba Nanak und die Linie Narowal-Chak Amru) nach 1947 stillgelegt wurden.

## Kultur
Narowal ist bekannt für seine Universität, deren Campus 2012 erbaut und angelegt wurde. Viel besucht wird ebenfalls der nach dem im Dorf Kala Qadir in der Nähe der Stadt geborenen Schriftsteller Faiz Ahmed Faiz benannte Faiz Ahmed Park. Die im Stadtzentrum in Ziegelbauweise erbaute Anglikanische Kirche Epiphany Church bildet einen reizvollen Kontrast zu den zahlreichen Moscheen der Stadt.
Der Gurdwara Darbar Sahib Kartarpur, ein bedeutender Wallfahrtsort und der größte Schrein des Sikhismus, wurde wenige Kilometer östlich von Narowal erbaut, an der Stelle, an welcher Nanak Dev, der Gründer des Sikhismus, 1539 starb. 2018 wurde der Cartarpur Corridor angelegt, eine 4,7 km lange Zufahrt von der indischen Grenze zum Schrein, um indischen Staatsbürgern einen visafreien Besuch des Schreines zu ermöglichen, und die Einweihung erfolgte am 9. November 2019 durch den Ministerpräsidenten Pakistans, Imran Khan.